# 五十嵐幸太
五十嵐 幸太（いがらし こうた、1975年6月12日 - ）は、日本の宮城県出身のプロスノーボーダー。

## 人物紹介
五十嵐は2006年トリノオリンピックスノーボードクロス日本代表候補だった。2007年FIS スノーボード世界選手権大会スノーボードクロス日本代表。2010年バンクーバーオリンピック、2014年ソチオリンピックの日本代表選手団コーチを務めた。全日本スキー連盟（Ski Association of Japan）スノーボード部コーチや講習会講師なども務めている。

## 賞歴
- 2001年 JSBA東北地区大会 SX 優勝
- 2002年 MILD SEVEN MASTERS 6位
- 2003年 MILD SEVEN MASTERS 3・4・5・6位
- 2005年 JAPAN GAMES MASTERS 総合 2位
- 2006年 MILD SEVEN Masters 雫石 優勝、Remarkable Cup（NZ）優勝
- 2007年 世界選手権大会（SUI）出場、FIS ニュージーランド選手権 2006 優勝、FIS 世界選手権 2007 日本代表